# Střešní nosič
Střešní nosič (slangově též zahrádka) je přídavné zařízení automobilu umístěné na střeše vozidla. Slouží k upevnění a převozu nákladu, který se nevejde do kabiny nebo zavazadlového prostoru vozidla.
Střešní nosič se na střechu montuje různými způsoby:
- na pevné upínací body nebo drážky ve střeše vozidla,
- na podélné střešní držáky (hagusy) osazované už při výrobě vozidla,
- pomocí svěrných patek přišroubovaných do odtokového lemu nebo okraje dveří.

Náklad na střešním nosiči by neměl být příliš těžký (povolené zatížení střechy není obvykle vysoké a hrozí také posun těžiště vozidla nahoru) ani rozměrný (s ohledem na aerodynamický odpor). Na střešní nosič lze také namontovat další vybavení, jako je držák jízdních kol, lyží nebo střešní box (slangově též rakev).

## Galerie

Střešní nosič
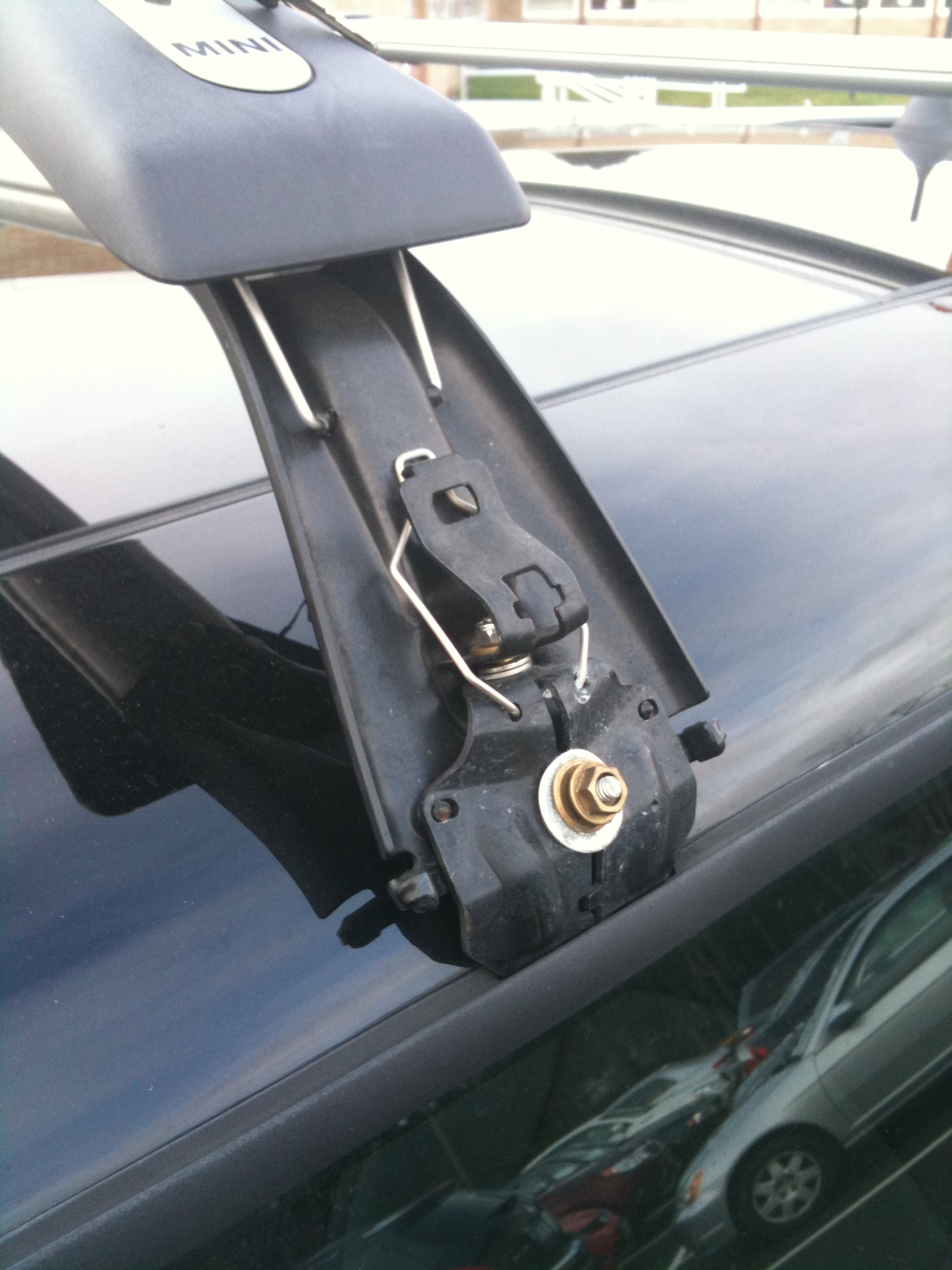
Patka nosiče upevněná do lemu dveří
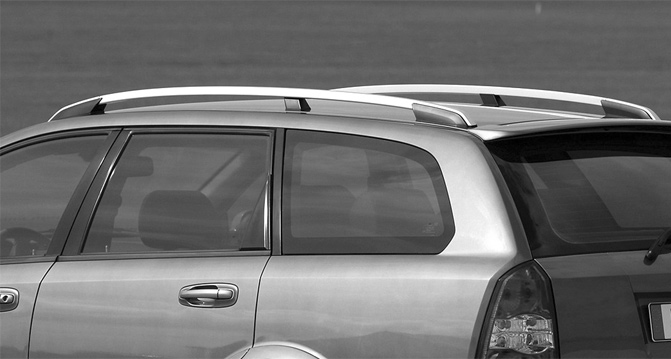
Podélné nosníky pro montáž nosiče
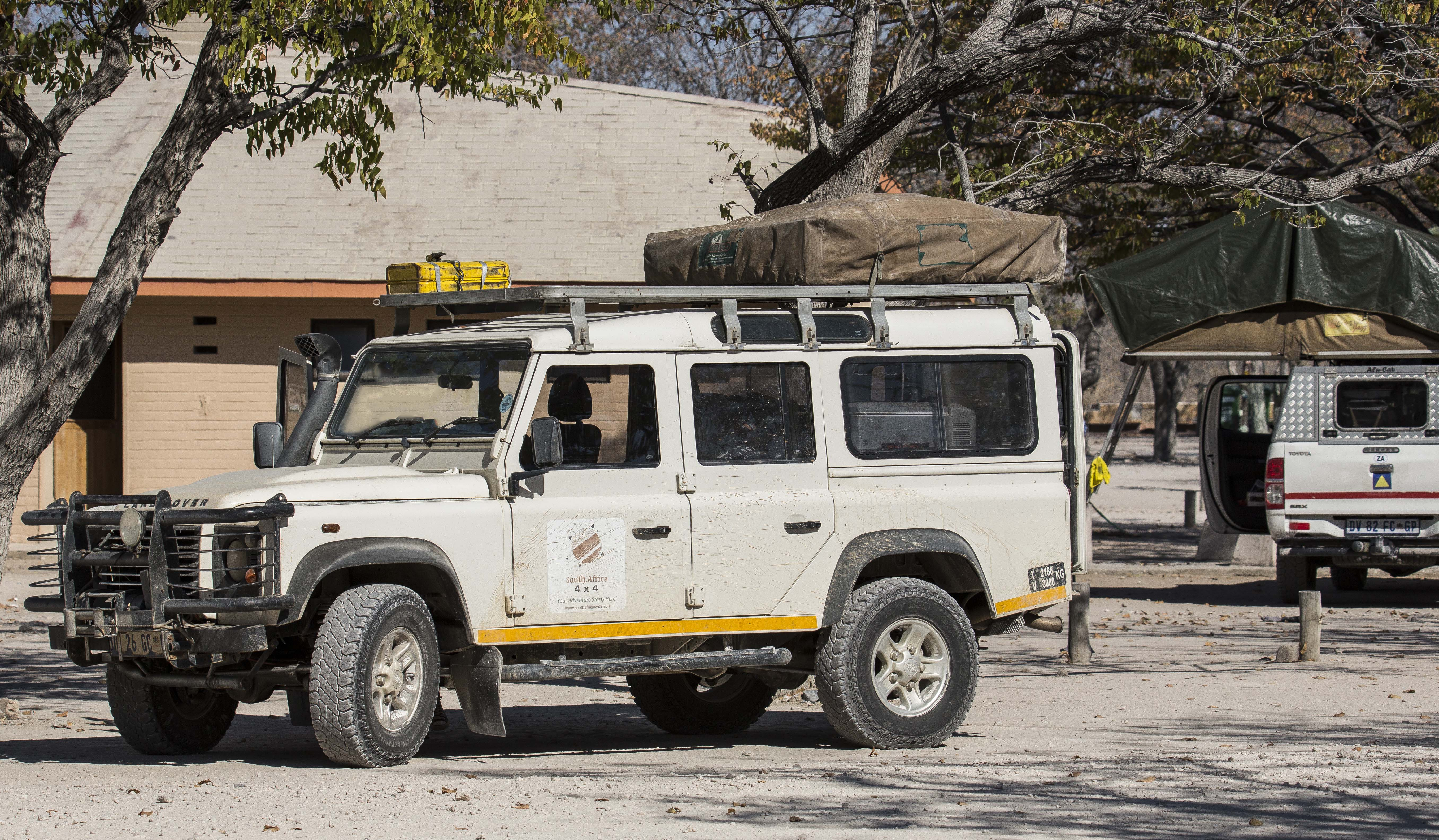
Střešní nosič s nákladem
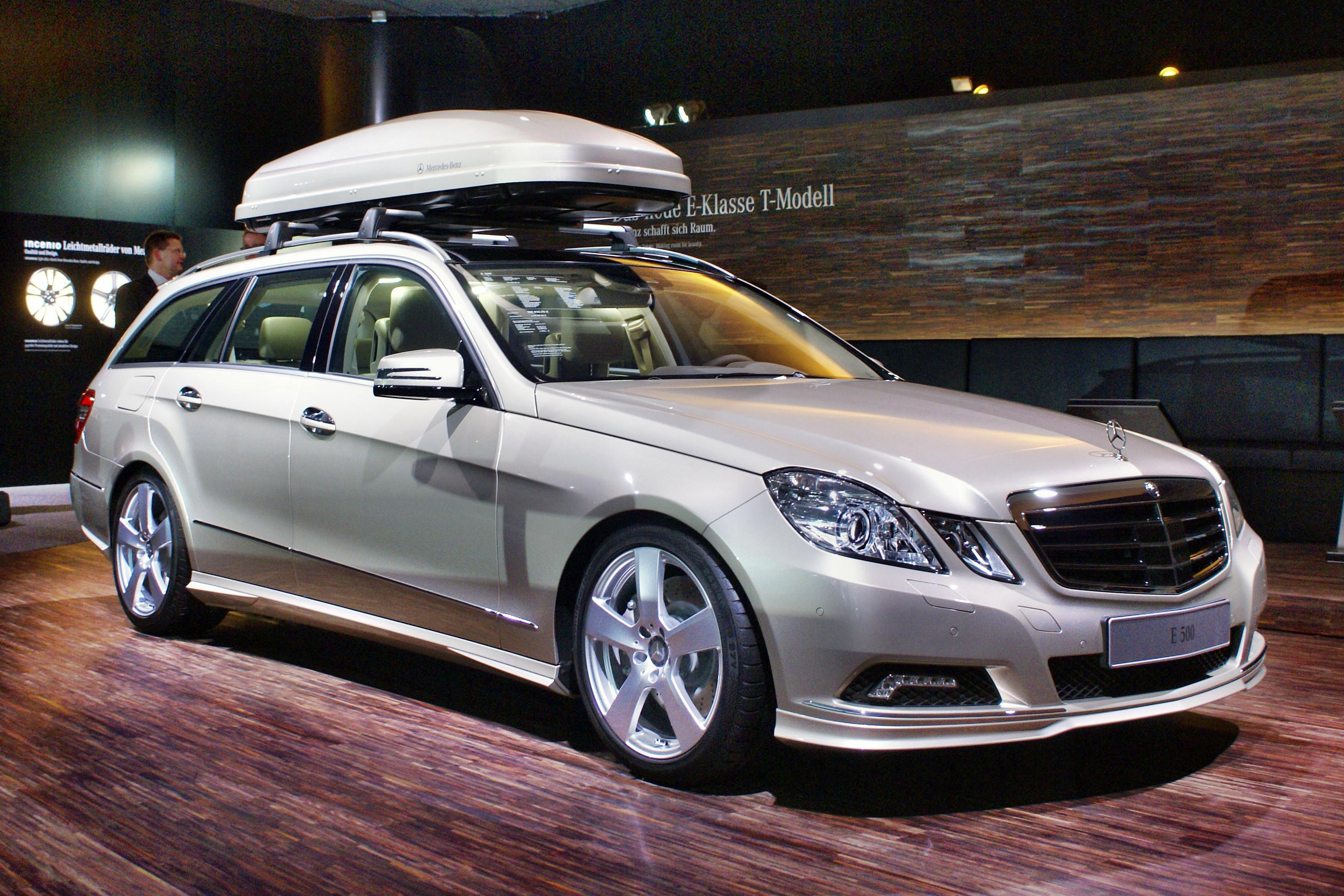
Střešní box (rakev)
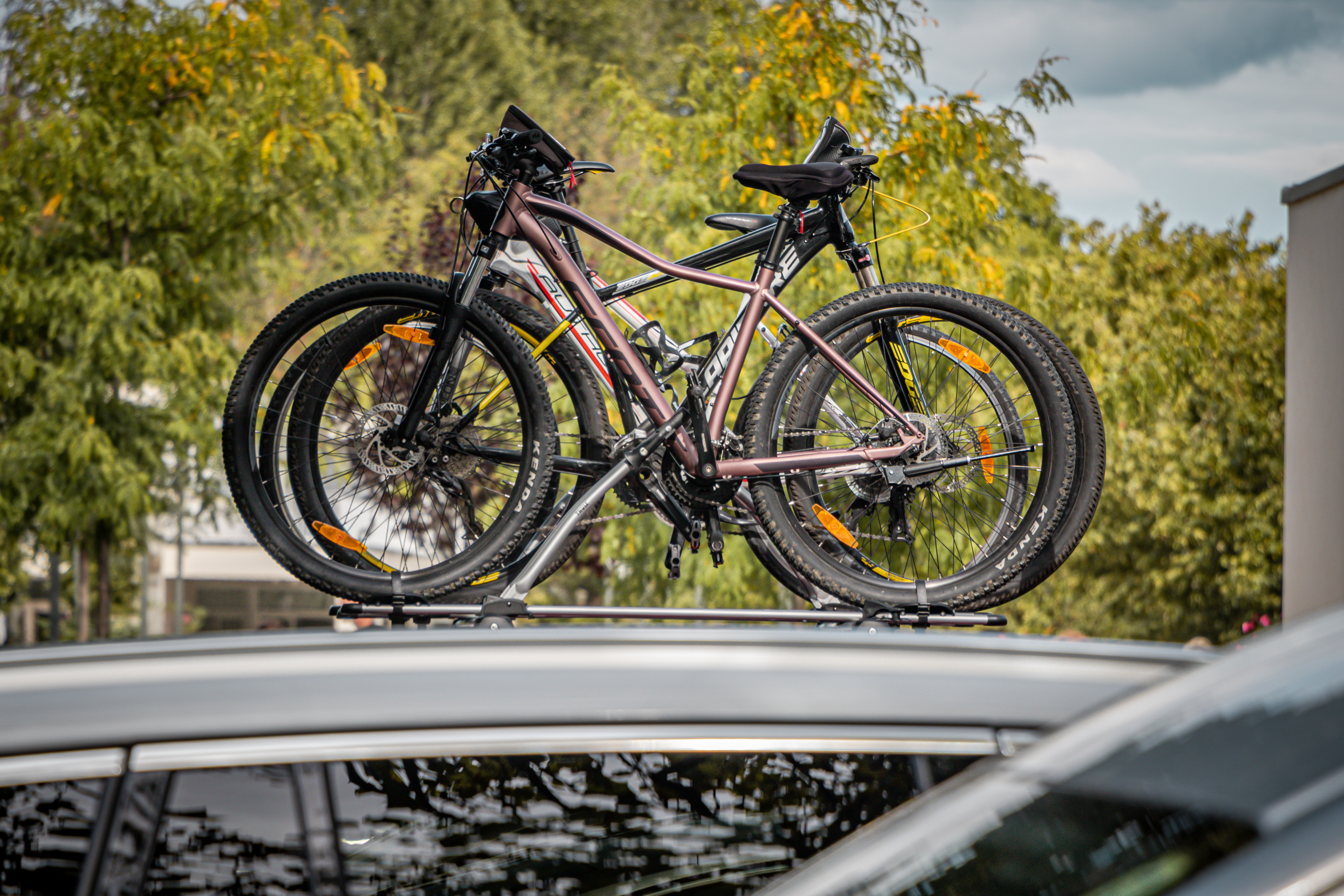
Střešní nosič kol